# Asbecesta verticalis
Asbecesta verticalis es un coleóptero de la familia Chrysomelidae. Fue descrita científicamente por primera vez en 1937 por Laboissiere.